# سكوتفيل (نيويورك)
سكوتفيل (بالإنجليزية: Scottsville, New York)‏ هي منطقة سكنية تقع في الولايات المتحدة في نيويورك (ولاية). يقدر عدد سكانها بـ 2,001 نسمة .